# Dorchester Town FC
Dorchester Town FC är en engelsk fotbollsklubb i Dorchester, grundad 1880. Hemmamatcherna spelas på The Avenue Stadium. Klubbens smeknamn är The Magpies eller The Town. Klubben spelar i Southern Football League Premier Division South.

## Historia
Dorchester Town grundades 1880 och 1888 hade man tagit sig till final i Dorset Senior Cup för första gången, en bedrift som man upprepade 1890. 1896 var man med och grundade Dorset League, men framgångarna uteblev ända till 1937/38 då man lyckades vinna ligatiteln.
1947/48 gick man med i Western Football League Second Division. De tillbringade tre säsonger där innan de avancerade till First Division som senare kom att kallas Western Football League när Second Division lades ned. 1954 vann man ligan, men man fick vänta ända till 1972 innan man lyckades få uppflyttning till Southern Football League, där man placerades i Division One South. På den här tiden erhöll/erbjöds man medlemskap i ligan till skillnad från i dag då man flyttas upp eller ned beroende på placering.
De första åren gick det mindre bra men säsongen 1977/78 avancerade Dorchester Town upp till Premier Division. Där lyckades man bara vinna sju matcher den följande säsongen så de flyttades ned en division, på grund av en omstrukturering i Southern Football League hamnade de i Southern Division. De följande åren blev man en jojo-klubb som åkte upp och ned mellan de två divisionerna innan man lyckades etablera sig i Premier Division. Där spelade man ända till 2001, då man flyttades ned till Division One East. Det tog två år innan klubben lyckades ta sig tillbaka till Premier Division genom att vinna Division One East.
Inför säsongen 2004/05 var man med och grundade Conference South, som en del i rekonstruktionen av det engelska ligasystemet. De gjorde bra ifrån sig den första säsongen i Conference South och missade en plats i slutspelet med minsta möjliga marginal.

## Matchställ och klubbmärke
Traditionellt sett spelar man i svart- och vitrandiga tröjor, svarta shorts och strumpor hemma.
Säsongen 2005/06 spelade man i ett svart- och vitrutigt hemmaställ liknande det man spelade i klubbens tidiga år för att fira att klubben fyllde 125 år.
Klubbens nuvarande märke är runt med orden "Dorchester Town F.C." och "The Magpies" skrivet med svart text i en yttre ring med vit bakgrund. Mitten på märket innehåller två skator på en brun gren framför en himmelsblå bakgrund. Ovanför dem finns en teckning baserad på Dorchester Towns stadsfullmäktiges vapensköld, en svart ring som innehåller ett slott med en sköld på.

## Meriter
- Conference South: 2006/07
- Southern Football League Division One East: 2002/03
- Southern Football League Southern Division: 1979/80, 1986/87
- Western Football League: 1954/55
- Dorset League: 1937/38